# Paradoxe de la valeur C
Le paradoxe de la valeur C fait référence au fait que la taille du génome n'est pas corrélée au niveau de complexité d'un organisme.
La valeur C représente la taille d'un génome, exprimée en nombre de paires de bases ou en picogramme. Cette valeur C peut être mesurée pour chaque espèce. Il s'avère que cette taille du génome n'est pas représentative du niveau de complexité de l'organisme considéré, ce qui est contrintuitif et donc présenté comme le « paradoxe de la valeur C ».

## Origine du paradoxe
Depuis les années 1950, les chercheurs pensent que mesurer la quantité d'ADN d'un organisme serait intéressant : « Il est hors de doute que l’étude systématique, de la teneur absolue du noyau en acide désoxyribonucléique, à travers de nombreuses espèces animales, puisse fournir des suggestions intéressantes en ce qui concerne le problème de l’évolution ».
En effet, la valeur C varie énormément entre espèces. Les organismes procaryotes (archéobactéries et eubactéries) sont dits « simples » et ont de petits génomes. Les eucaryotes (comme l'homme) sont considérés comme étant plus « complexes » et ont  des génomes plus grands. Cela a conduit les biologistes à penser que la complexité d'un organisme pouvait être liée à la taille de son génome, c'est-à-dire à la valeur C.
Cependant, dès les premières mesures expérimentales, il apparaît que certains organismes dits « simples » ont plus d'ADN que d'autres organismes dits « complexes » , observations sans cesse confirmées (voir les bases de données en liens de bas de page). Par exemple, le génome du maïs, eucaryote, fait approximativement la même taille que celui de l'homme. Comment expliquer alors une taille de génome égale entre ces deux organismes, alors que l'homme semble plus complexe que le maïs? C'est le paradoxe de la valeur C : il n'existe pas de relation entre la complexité d'un organisme, à l'échelle macroscopique, et la taille de son génome.

## Explication du paradoxe
Les différences de tailles entre génomes sont majoritairement dues à des morceaux d'ADN qui ne codent pas des protéines et qui sont souvent répétés. Ces morceaux d'ADN répétés sont, en grande partie, des éléments transposables capables de se multiplier dans les génomes et donc de les envahir petit à petit.
À cela s'ajoute le fait que les gènes eucaryotes sont formés d'exons (parties codantes) et d'introns (longues séquences non codantes éliminées avant la traduction de l'ARNm en protéine), contrairement aux procaryotes qui n'ont pas d'introns. De plus, des phénomènes comme les duplications de gènes et la polyploïdisation (duplication du génome entier) participent à ce que certains génomes soient beaucoup plus gros que d'autres.
Mais la résolution du « paradoxe de la valeur C » a levé d'autres questions, non seulement sur les mécanismes évolutifs responsables de la taille des génomes, mais également sur ce que l'on appelle « complexité ».